# Mont Broderick
Pour les articles homonymes, voir Broderick.
Le mont Broderick (en anglais : Mount Broderick) est un sommet de la Sierra Nevada, aux États-Unis. Il culmine à 2 044 mètres d'altitude dans le comté de Mariposa, en Californie. Il est protégé dans la Yosemite Wilderness, au sein du parc national de Yosemite.